# Aureille
Aureille település Franciaországban, Bouches-du-Rhône megyében. Lakosainak száma 1537 fő (2022. január 1.). Aureille Eygalières, Eyguières, Mouriès és Saint-Martin-de-Crau községekkel határos.

## Népesség
A település népességének változása:
| Lakosok száma | 518  | 835  | 1220 | 1450 | 1550 | 1553 | 1522 | 1545 | 1545 | 1537 |
|               | 1968 | 1982 | 1990 | 2006 | 2013 | 2015 | 2017 | 2019 | 2020 | 2022 |